# Клюкіно
Клю́кіно (рос. Клюкино) — присілок у складі Слободського району Кіровської області, Росія. Входить до складу Шестаковського сільського поселення.
Населення становить 4 особи (2010, 2 у 2002).
Національний склад станом на 2002 рік — росіяни 100 %.